# Cucurbita moschata
Cucurbita moschata Duchesne ex Poir. è una specie di pianta appartenente alla famiglia Cucurbitaceae.
Presenta alcune tipologie, tra cui la zucca di Napoli, la zucca spaghetti e la zucchina trombetta di Albenga.

## Descrizione

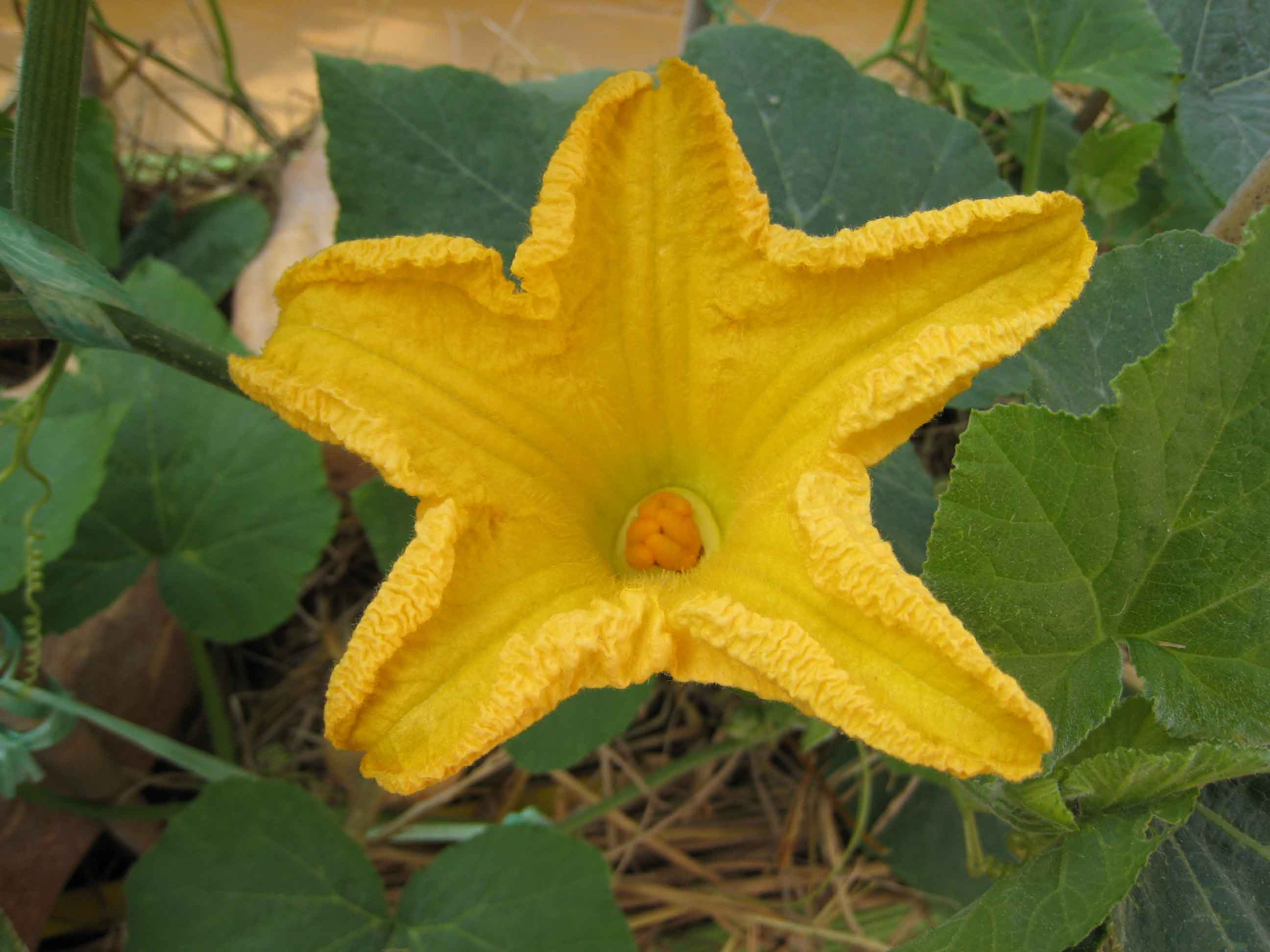
Fiore di C. moschata

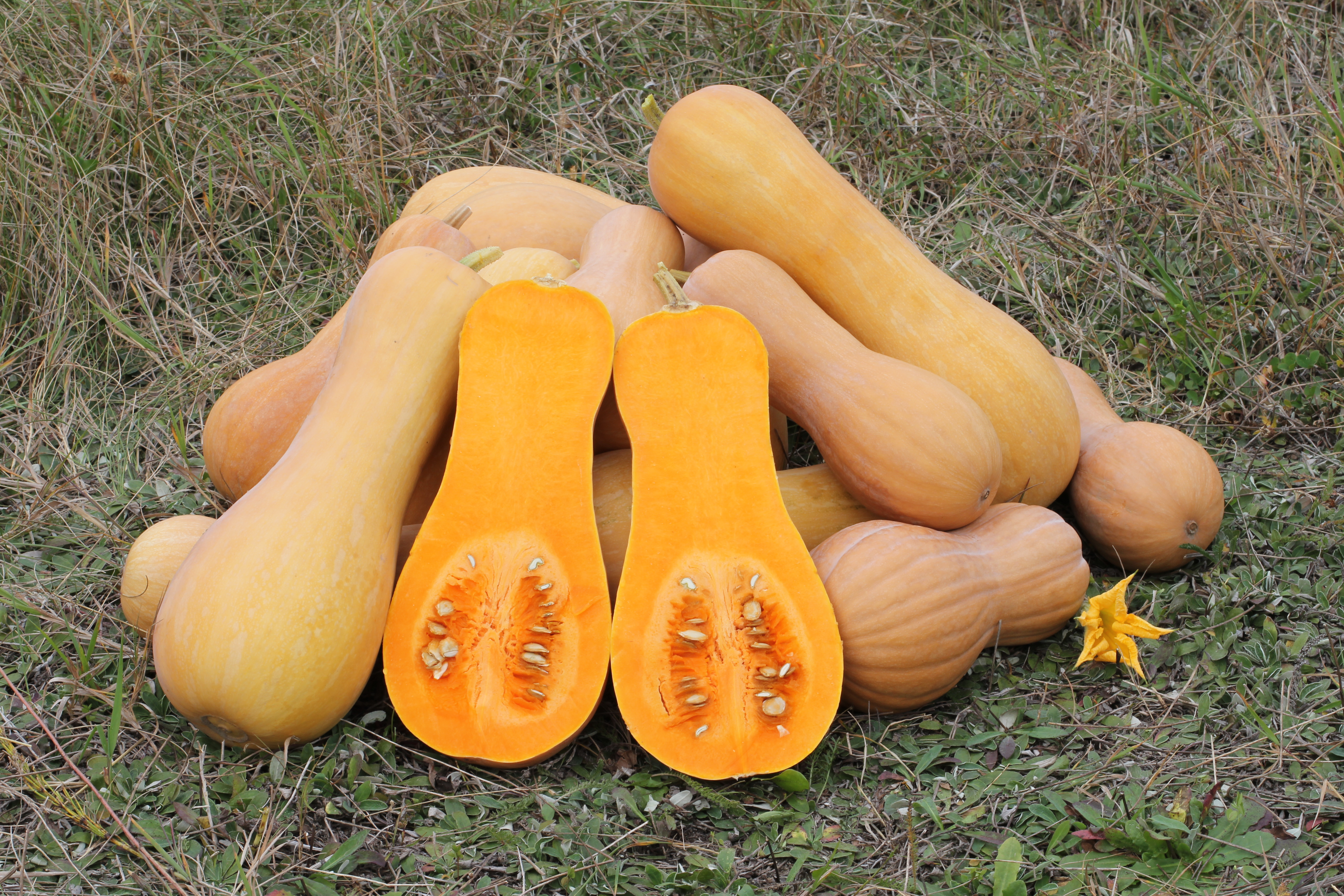
Zucca butternut, varietà di frutti di C. moschata

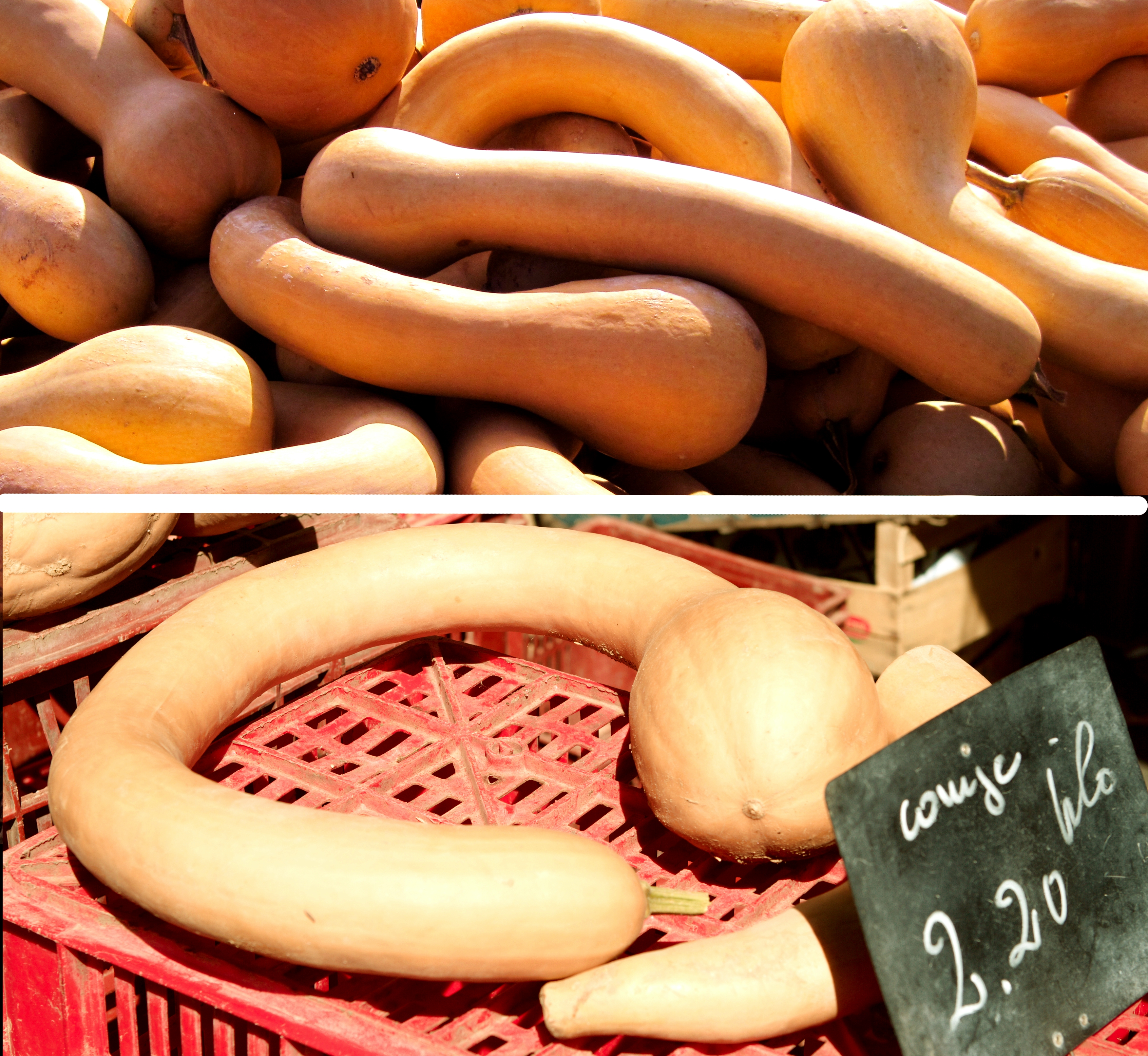
Zucca trombetta

C. moschata è una pianta erbacea annuale che cresce in modo strisciante o rampicante ed è lunga fino a 6 metri. L'intera pianta è da leggermente a densamente pelosa. I piccioli possono raggiungere una lunghezza di 30 cm o più. La lama fogliare è grande 20-25 cm × 25-30 cm, di forma ovale-cuoriforme o quasi circolare e macchiata di bianco. Le foglie sono leggermente lobate con da tre-cinque lobi da ovali a triangolari. Il bordo della foglia è dentato-seghettato.
C. moschata è monoica a sessi separati. I fiori sono portati singolarmente all'ascella delle foglie.
I frutti sono molto variabili nella forma e nel colore, con la forma solitamente corrispondente a quella dell'ovario. La superficie è liscia o costolata, raramente verrucosa o granulosa. Il colore va dal verde chiaro al verde scuro, verde uniforme o con macchie crema, oppure completamente bianco. La corteccia è spessa, morbida e resistente. La polpa va dall'arancio chiaro all'arancio intenso al verdastro. Il sapore è da leggero a molto dolce, la polpa è morbida e generalmente non fibrosa. I numerosi semi sono da ovali a ellittici e hanno una superficie bianco-giallastra.

## Origini e distribuzione
La specie è originaria del nord del Sudamerica.
È molto coltivata in tutti i paesi dal clima caldo e temperato.
C. moschata è stata introdotta in Europa dopo i viaggi di Cristoforo Colombo, come tutte le zucche del genere Cucurbita (nel Vecchio Mondo era invece già presente la zucca Lagenaria).
È una specie che richiede più calore delle altre specie di Cucurbita; per questo motivo, è maggiormente coltivata nel sud Europa e nelle pianure dei paesi tropicali. Diffusa su tutto il territorio nazionale prende nomi diversi localmente. Nota come zucca genovese, ma anche napoletana, esistono varietà a buccia bianca ma anche verde variamente striata. Presenta un corpo pieno di polpa tranne la parte terminale dove a maturazione si accresce la sacca dei semi. La coltivazione estensiva, come per tutte le zucche di grosse dimensioni e lunga conservazione, è diretta alla integrazione della dieta animale nel periodo invernale (suini e bovini).

## Coltivazione
C. moschata viene coltivata principalmente a basse altitudini con climi caldi e umidi ed è il tipo più comune di zucca coltivata ai tropici. Tuttavia, a Oaxaca, in Messico, alcune varietà vengono coltivate anche a oltre 2200 m sul livello del mare. La coltivazione tradizionale viene spesso effettuata insieme a mais, fagioli e altre zucche. 
La semina avviene all'inizio della stagione delle piogge e lo sviluppo richiede dai cinque ai sette mesi.

## Usi

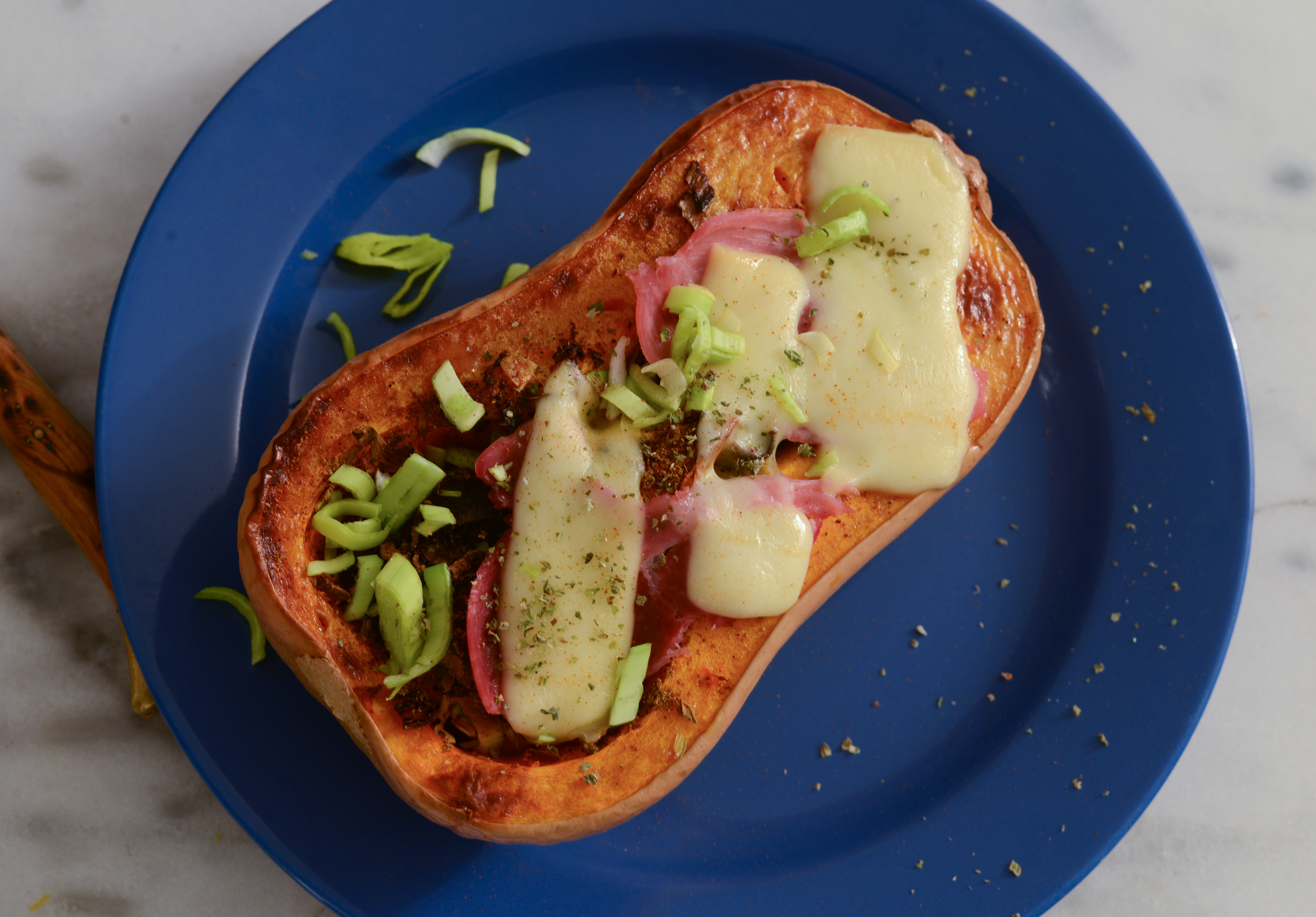
Zucca butternut cucinata al forno

Nella sua zona originaria i fiori, i germogli, i frutti giovani e maturi vengono utilizzati come ortaggi. I frutti maturi vengono spesso trasformati in dolci o utilizzati come mangime per animali. I semi vengono consumati tostati interi o macinati e utilizzati negli stufati. Hanno un alto contenuto di oli e proteine.